# Schizocosa yurae
Schizocosa yurae este o specie de păianjeni din genul Schizocosa, familia Lycosidae. A fost descrisă pentru prima dată de Strand, 1908.
Este endemică în Peru. Conform Catalogue of Life specia Schizocosa yurae nu are subspecii cunoscute.